# Парламентские выборы в Великобритании (декабрь 1910)
Парламентские выборы в Великобритании 1910 года прошли с 3 по 19 декабря и стали двадцать девятыми парламентскими выборами в истории Соединённого королевства Великобритании и Ирландии после Акта об унии 1800 года и восьмыми после Третьей парламентской реформы 1884 года. Как и в январе Консерваторы Артура Бальфура и их союзники-либералы-юнионисты получили большинство голосов, но либералы во главе с действующим премьер-министром Г. Г. Асквитом завоевали относительное большинство в Палате общин и смогли остаться у власти при поддержке лейбористов и ирландских националистов.
Выборы в декабре 1910 года стали последними в истории Великобритании парламентскими выборами, проводившиеся в течение нескольких дней, и последними перед Первой мировой войной. Следующие выборы состоялись только через 8 лет, в декабре 1918 года. Это были также последние парламентские выборы в Великобритании, на которых партия, отличная от лейбористов или консерваторов, получила наибольшее количество мест.

## Политическая ситуация
Выборы состоялись после усилий либерального правительства принять Народный бюджет в 1909 году, который повысил налоги на богатых для финансирования программ социального обеспечения. Бюджет 1909 года был одобрен Палатой лордов только в апреле 1910 года после январских всеобщих выборов, на которых либералы и Ирландская парламентская партия получили большинство. Правительство назначило новые выборы в декабре 1910 года, чтобы получить мандат народа на принятие Парламентского акта, который должен был лишить Палату лордов возможности навсегда блокировать законодательство, связанное с бюджетом, и получить согласие короля Георга V на создания достаточного числа либеральных пэров для принятия этого акта (в случае, если лорды откажутся проголосовать за ограничение своих собственных полномочий).
Несмотря на горячую риторику, мнения в стране разделились почти пополлам. Консерваторы и юнионисты заняли первое место по итогам народного голосования, набрав 47 % голосов, но уступили либералам и их союзникам лейбористам по числу парламентских мандатов. Результатом стал подвешенный парламент, в котором либеральное правительство меньшинства полагалось на голоса Лейбористской партии и Ирландской парламентской партии. В качестве платы за свою поддержку депутаты из числаирландских националистов потребовали мер по снятию вето лордов, чтобы они больше не могли блокировать ирландское самоуправление, угрожая отклонить Народный бюджет в Палате общин (ирландские националисты выступали за тарифную реформу и против запланированного повышения налога на виски).
Как и обещали, лорды приняли бюджет 28 апреля 1910 года, но разногласия между правительством и лордами продолжались до новых выборов в декабре 1910 года, когда консерваторы и юнионисты вновь уступили по числу голосов своим объединившися оппонентам. Результатом стал ещё один подвешенный парламент, в котором либералы снова опирались на лейбористов и ирландских националистов. Тем не менее, лорды приняли Парламентский акт 1911 года, столкнувшись с угрозой нового короля Георга V (Эдуард VII умер 6 мая 1910 года, через семь дней после принятия бюджета), что было бы приемлемо наводнить Палату лордов сотнями новых пэров Либеральной партии, чтобы дать этой партии там большинство или почти большинство.

## Результаты

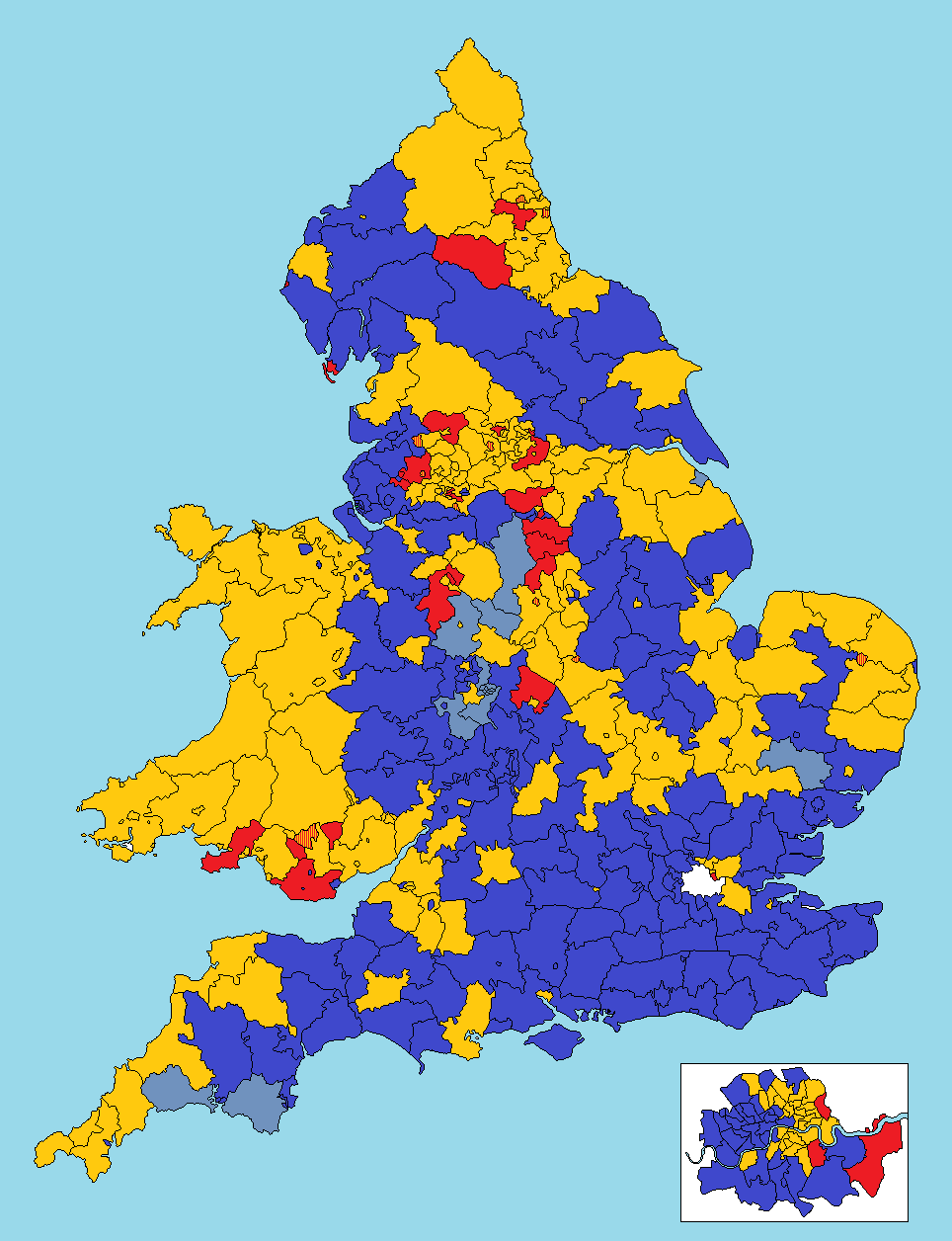
Победители выборов в Англии и Уэльсе.

|        |                                   |                                   |                                   |           |        |         |       |       |
| Партия | Партия                            | Лидер                             | Кандидаты                         | Голоса    | Голоса | Голоса  | Места | Места |
| Партия | Партия                            | Лидер                             | Кандидаты                         | Голоса    | %      | ± п. п. | Места | ±     |
|        | Либералы                          | Г. Г. Асквит                      | 467                               | 2 157 256 | 43,51  | ▲ 0,72  | 272   | ▼ 2   |
|        | Консерваторы и юнонисты           | Артур Бальфур                     | 548                               | 2 270 753 | 46,82  | ▼ 0,25  | 271   | ▼ 1   |
|        | Партия гомруля                    | Джон Редмонд                      | 81                                | 90 416    | 1,85   | ▲ 0,66  | 74    | ▲ 3   |
|        | Лейбористы                        | Артур Хендерсон                   | 56                                | 309 963   | 6,99   | ▼ 0,63  | 42    | ▲ 2   |
|        | Всеирландская лига                | Уильям О’Брайен                   | 21                                | 30 322    | 0,23   | ▼ 0,16  | 8     | ▬     |
|        | Независимые националисты          |                                   | 4                                 | 911       | 0,02   | ▼ 0,25  | 2     | ▼ 1   |
|        | Независимые консерваторы          |                                   | 4                                 | 4647      | 0,10   | ▲ 0,09  | 1     | ▬     |
|        | Социал-демократы                  | Генри Гайндман                    | 2                                 | 5733      | 0,12   | ▼ 0,10  | 0     | ▬     |
|        | Независимая рабочая партия        |                                   | 4                                 | 3492      | 0,07   | ▼ 0,09  | 0     | ▼ 1   |
|        | Независимые либералы              |                                   | 1                                 | 1946      | 0,04   | ▲ 0,04  | 0     | ▼ 1   |
|        | Шотландские прогибиционисты       | Эдвин Скримджер                   | 1                                 | 913       | 0,02   | ▲ 0,01  | 0     | ▬     |
|        | Независимые                       |                                   | 2                                 | 57        | < 0,01 | н/д     | 0     | ▬     |
|        | Всего                             | Всего                             | 1191                              | 4 876 409 | 100    | ▬       | 670   | ▬     |
|        | Избирателей зарегистрировано/Явка | Избирателей зарегистрировано/Явка | Избирателей зарегистрировано/Явка | 7 709 981 | 81,13  | ▲ 5,45  |       |       |

Голоса (%)
| Голоса избирателей      | Голоса избирателей | Голоса избирателей | Голоса избирателей | Голоса избирателей |
| ----------------------- | ------------------ | ------------------ | ------------------ | ------------------ |
| Консерваторы и юнонисты |                    |                    | 46.57 %            |                    |
| Либералы                |                    |                    | 44.23 %            |                    |
| Лейбористы              |                    |                    | 6.36 %             |                    |
| Партия гомруля          |                    |                    | 1.85 %             |                    |
| Всеирландская лига      |                    |                    | 0.23 %             |                    |
| Другие                  |                    |                    | 0.78 %             |                    |

Места
| Места в парламенте (%)  | Места в парламенте (%) | Места в парламенте (%) | Места в парламенте (%) | Места в парламенте (%) |
| ----------------------- | ---------------------- | ---------------------- | ---------------------- | ---------------------- |
| Либералы                |                        |                        | 40.65 %                |                        |
| Консерваторы и юнонисты |                        |                        | 40.40 %                |                        |
| Партия гомруля          |                        |                        | 11.04 %                |                        |
| Лейбористы              |                        |                        | 6.27 %                 |                        |
| Всеирландская лига      |                        |                        | 1.19 %                 |                        |
| Другие                  |                        |                        | 0.45 %                 |                        |

### Результаты выборов в Ирландии
| Партия                 | Партия                   | Лидер            | Голоса  | Голоса | Голоса | Места | Места |
| Партия                 | Партия                   | Лидер            | Голоса  | %      | +/-    | Места | +/-   |
| ---------------------- | ------------------------ | ---------------- | ------- | ------ | ------ | ----- | ----- |
|                        | Партия гомруля           | Джон Редмонд     | 90 416  | 35,09  | ▲ 8,50 | 73    | ▲ 3   |
|                        | Ирландские юнионисты     | Виконт Мидлтон   | 59 370  | 28,59  | ▼ 4,10 | 18    | ▼ 2   |
|                        | Всеирландская лига       | Уильям О’Брайен  | 30 322  | 14,61  | ▲ 3,42 | 8     | ▬     |
|                        | Независимые националисты |                  | 911     | 0,44   | ▲ 7,39 | 2     | ▼ 1   |
|                        | Либералы                 | Г. Г. Асквит     | 19 003  | 9,15   | ▼ 0,50 | 1     | ▬     |
|                        | Либералы-юнионисты       | Джозеф Чемберлен | 3845    | 1,85   | ▲ 0,17 | 1     | ▬     |
| Всего                  | Всего                    | Всего            | 207 598 | 100    |        | 103   | ▬     |
| Источник: B. M. Walker |                          |                  |         |        |        |       |       |

| Народное голосование (%) | Народное голосование (%) | Народное голосование (%) | Народное голосование (%) | Народное голосование (%) |
| ------------------------ | ------------------------ | ------------------------ | ------------------------ | ------------------------ |
| Партия гомруля           |                          |                          | 43.59 %                  |                          |
| Ирландские юнионисты     |                          |                          | 28.59 %                  |                          |
| Всеирландская лига       |                          |                          | 14.61 %                  |                          |
| Либералы                 |                          |                          | 9.15 %                   |                          |
| Либералы-юнионисты       |                          |                          | 1.85 %                   |                          |
| Нез. националисты        |                          |                          | 0.44 %                   |                          |

| Места в Палате общин от Ирландии (%) | Места в Палате общин от Ирландии (%) | Места в Палате общин от Ирландии (%) | Места в Палате общин от Ирландии (%) | Места в Палате общин от Ирландии (%) |
| ------------------------------------ | ------------------------------------ | ------------------------------------ | ------------------------------------ | ------------------------------------ |
| Партия гомруля                       |                                      |                                      | 70.87 %                              |                                      |
| Ирландские юнионисты                 |                                      |                                      | 16.50 %                              |                                      |
| Всеирландская лига                   |                                      |                                      | 7.77 %                               |                                      |
| Нез. националисты                    |                                      |                                      | 1.94 %                               |                                      |
| Либералы                             |                                      |                                      | 0.97 %                               |                                      |
| Либералы-юнионисты                   |                                      |                                      | 0.97 %                               |                                      |

## После выборов
Консервативная партия во главе с Артуром Бальфуром и их союзниками-либералами-юнионистами и Либеральная партия во главе с премьер-министром Г. Г. Асквитом почти точно повторили результат, полученный на январских выборах, причём консерваторы вновь опередили либералов по количество голосов и уступили по количеству мест. Либеральная партия под руководством Асквита осталась у власти при поддержке Ирландской парламентской партии, которая настаивала на законопроекте о самоуправлении как на условии поддержки. Это были последние выборы, на которых либералы заняли первое место по количество мест в Палате общин.

### Комментарии
1. ↑  Явка избирателей с учётом только округов, в которых проводилось голосование (6 011 004 избирателей). Безальтернативные выборы состоялись в 163 округах, в которых проживало 1 698 977 избирателей и в которых было избрано 72 консерватора и юниониста, 49 кандидатов Ирландской парламентской партии, 35 либералов, 3 лейбориста, а также по 2 депутата от Всеирландской лиги и независимых ирландских националистов. См. UK Election Results.